# Mikołaj z Łabiszyna
Mikołaj z Łabiszyna herbu Leszczyc – podczaszy inowrocławski, kasztelan bydgoski w latach 1453–1454, kasztelan inowrocławski po 1454 roku, starosta człuchowski w 1455 roku.
Był synem Macieja z Łabiszyna – wojewody brzeskokujawskiego, starosty bydgoskiego z lat 1409–1410 oraz bratem Aleksandra – kasztelana bydgoskiego (1447–1448).